# Princess Albertina

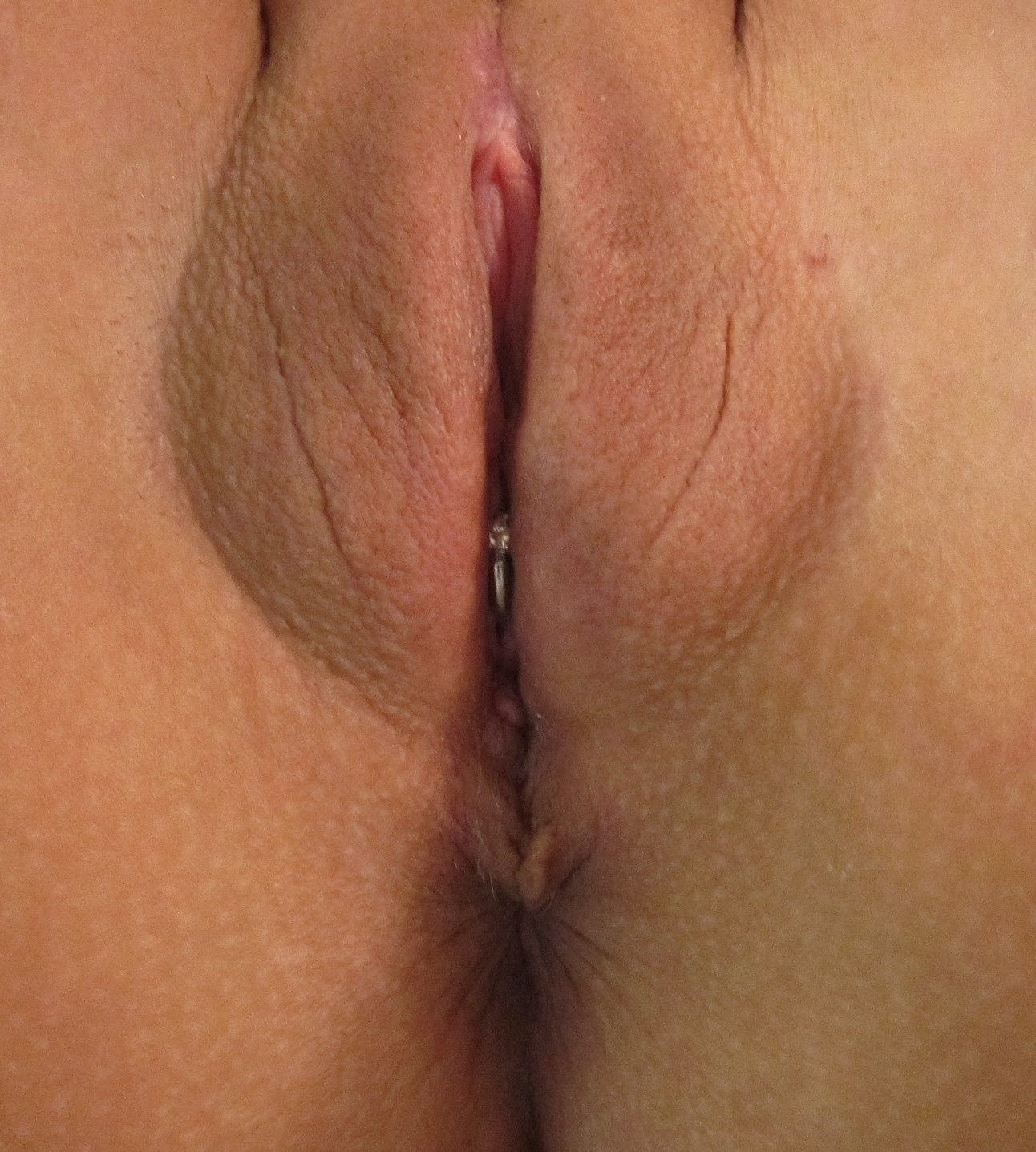
Piercing principessa Albertina

Il Princess Albertina è un piercing genitale femminile transuretrale, nel quale l'anello entra nell'uretra ed esce dalla parte superiore della vagina. Il nome deriva dall'analogo piercing maschile prince Albert.
Anne Greenblatt, amministratrice di una community Usenet sui piercing, nel 1995 ha descrisse il Princess Albertina come un "piercing relativamente nuovo e sperimentale". È considerato tra i piercing femminili più "estremi".

## Caratteristiche e rischi
Questo piercing è relativamente raro, poiché il posizionamento è difficile e il potenziale insorgere di infezioni nelle vie urinarie può essere aumentato dal piercing stesso, la cui portatrice deve avere un'uretra abbastanza grande per non essere ostruita; mentre molti piercing genitali maschili sono transuretrali, la lunghezza maggiore dell'uretra maschile riduce il rischio di infezione urinaria dovuta al piercing stesso. 
La presenza di questo piercing può alterare o deviare la normale fuoriuscita del flusso di urina dal corpo durante la minzione. 
Il piercing può stimolare sessualmente le zone erogene genitali, in quanto la sua presenza stimola i nervi dell'uretra durante il rapporto sessuale o la masturbazione. Inoltre, l'utilizzo della sonda per ingrandire l'uretra può essere pericoloso. 
La legislazione del Minnesota include il Princess Albertina in una lista di piercing proibiti.